# Олівер Халашші
Олівер Халашші (угор. Olivér Halassy, 31 липня 1909 — 10 вересня 1946) — угорський ватерполіст і плавець.
Олімпійський чемпіон 1932, 1936 років, срібний призер 1928 року.
Чемпіон Європи з водних видів спорту 1931 року.